# جان لی‌فیلد
جان چارلز لیفیلد کشتی‌گیر حرفه‌ای بازنشسته آمریکایی و مفسر کشتی حال حاضر دبلیو دبلیو ای است که با نام "جان برد شاو لیفیلد (جی بی ال)" کار می‌کند. غیر از کار در این کمپانی، او تحلیل گر مالی شبکه خبری فاکس است. در دبلیو دبلیو ای قبلاً با نام بردشاو شناخته شده بود. با نام "جی بی ال" او برای ۲۸۰ روز قهرمان دبلیو دبلیو ای شده بود.
شخصیت لیفیلد به عنوان جی بی ال -مردی ثروتمند، پرحرف و تاجری آتشین مزاج- بر پایه فضائل زندگی واقعی لیفیلد به عنوان سرمایه‌گذار بازار یورس بود. لیفیلد پرفروش‌ترین کتاب دربارهٔ برنامه‌های مالی بنام «الان پول بیشتری داشته باش» را نوشته است. هم چنین مجری برنامه رادیویی گفتگوی آخر هفته در شبکه «رادیو گفتگو» است که دربارهٔ دیدگاه‌های سیاسی محافظه کارانه خود بحث می‌کند.
در دبلیو دبلیو ای، لیفیلد در کل ۲۴ قهرمانی داشت از جمله قهرمانی دبلیو دبلیو ای (۱بار)، قهرمانی ایالات متحده (۱بار)، قهرمانی اروپایی (۱بار)، قهرمانی هاردکور (۱۷ بار)، قهرمانی بین قاره‌ای (۱بار)، قهرمانی تگ تیم (۳بار). هم چنین به عنوان بیستمین قهرمان تاج سه‌گانه و دهمین قهرمان گرند اسلم شناخته می‌شود.
از ۷ دسامبر ۲۰۱۲، لیفیلد و مفسر دیگر دبلیو دبلیو ای، مایکل کول، شبکه یوتیوب خود با نام «نمایش جی بی ال و کول» را هدایت می‌کنند.

## زندگی شخصی
والدین او لاول لیفیلد که یک کشیش بود و ماری لیفیلد هستند.
لیفیلد در شبکه خبری فاکس در برنامه آخرهفته تجارت حضوری منظم دارد. شرکت او با نام «انرژی لیفیلد» یک نوشیدنی با نام «انرژی ماما جوانا» روانه بازار می‌کند. در مارس ۲۰۰۹، این شرکت اسپانسر اصلی OVW شد.
در شوی دبلیو دبلیو ای در مونیخ آلمان در ژوئن ۲۰۰۴، لیفیلد بارها به تماشاچیان درود نازی کرد. چنین کاری در آلمان اگر برای اهداف سیاسی باشد، غیرقانونی است. در مصاحبه‌ای با واشینگتن پست، لیفیلد گفت: «من در نمایش‌های دبلیو دبلیو ای آدم بدی هستم. من قرار است تماشاچیان را تحریک کنم. من این کار را برای ده‌ها سال انجام داده‌ام. من واقعاً به درود نازی فکر نمی‌کردم. من می‌دانم این کار چقدر بد است، چون در آلمان زندگی کرده‌ام. من در اردوگاه کار اجباری داخاو بوده‌ام و جاهایی را که میلیون‌ها یهودی را نابود کرده‌اند دیده‌ام. من بین خودم و شخصیتم در کمپانی تفاوت قائلم. این مثل این است که گفته شود آنتونی هاپکینز واقعاً از آدم‌خواری لذت می‌برد.»
لیفیلد با همسر دومش مردیث ویثنی در ۱۱ فوریه ۲۰۰۵ در فلوریدا ازدواج کرد. او قبلاً در ۶ ژوئن ۱۹۹۴ با سیندی وماک ازدواج کرده بود. او هیچ فرزندی ندارد.

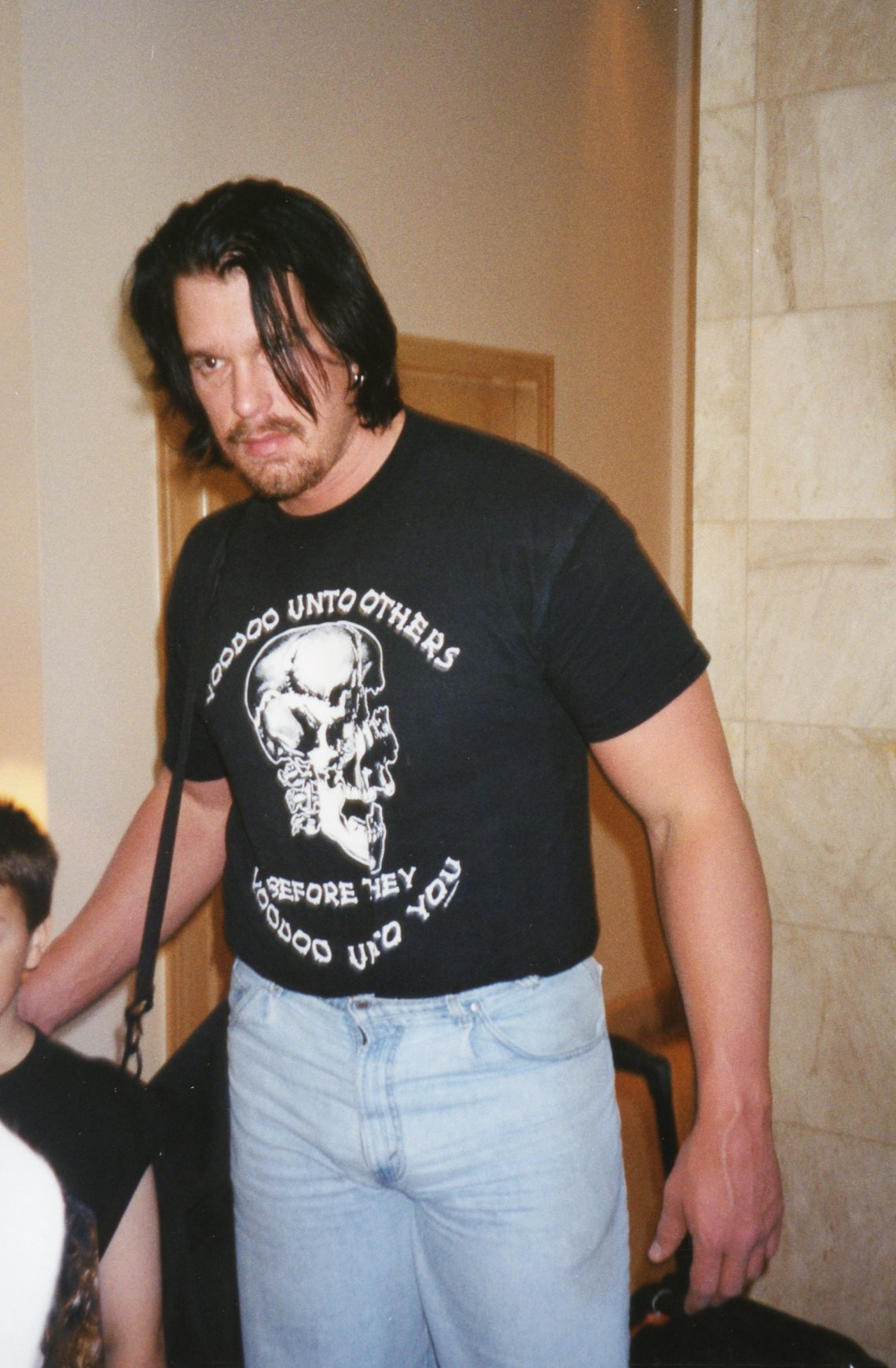
لیفیلد در دهه ۹۰